# Girolamo Cataneo
Girolamo Cattaneo (1540 - 1584) fue un matemático, ingeniero y escritor militar italiano.

## Biografía

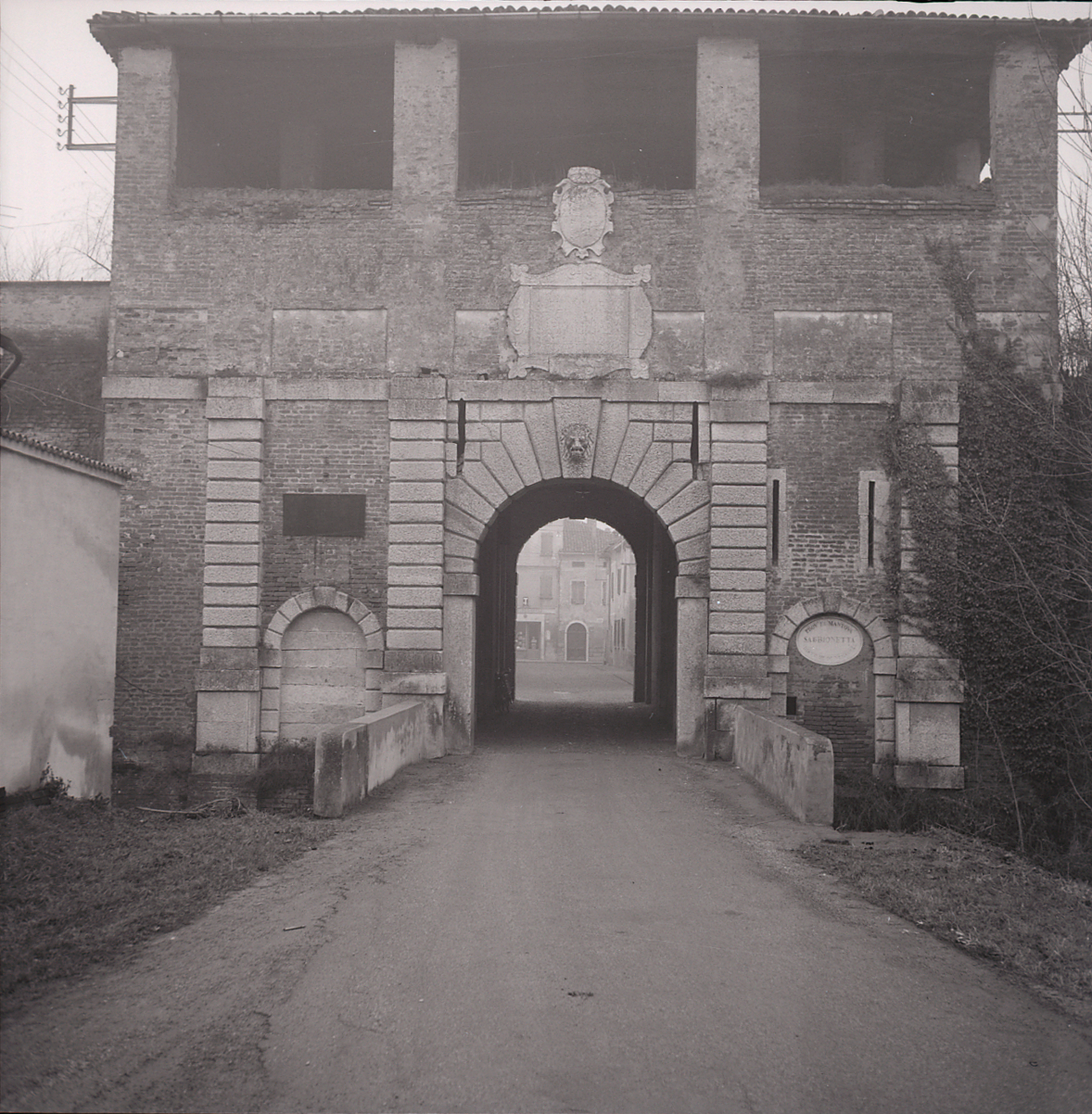
Porta Vittoria, Sabbioneta. Foto Paolo Monti, 1965

Nació en Novara. Se sabe poco de su vida. Un conciudadano suyo Lázaro Agostino Cotta (1645-?) abogado, erudito y estudioso de la Antigüedad, dice en su obra "Museo novarense", Milán, 1701, que fue matemático, en calidad de ingeniero, capitán de caballería y sargento mayor que sirvió a Carlos I de España en Lombardía, en el Estado de Milán.
Vivió algunos años en la provincia veneciana, luego en Verona y más tarde en Brescia, donde estampó muchas de sus obras militares escritas y, según Iacopo Lanteri de Brescia (1530-), ingeniero mayor del Reino de Nápoles, quien sirvió también al Papa y a Venecia, en su obra de fortificación que dejó escrita introduce a Cataneo en una disputa en fortificar con el ingeniero veronense F. Trevisi, y con un joven bresciani, que se adjuntó a él posteriormente cerca de 1530, del castillo de Arco, y enseñó las matemáticas con tres gentiles hombres de aquella familia.
Leonardo Cozzando (1620-1702), de la Orden de los Servitas, profesor de filosofía en Verona y Vicenza, profesor de teología y regente del Colegio de San Alejandro en Brescia, agregado de la Academia de los Erranti, en su obra "Librería bresciana", Colonia, 1694, dice que el citado joven era un tal Ghebelino de Chiasi, como discípulo de Cataneo.
De Cataneo sabemos que cuando cerca de 1560, Vespasiano Gonzaga edificó la planta de la ciudad de Sabbioneta y la fortificó, citó a Cataneo para dar su juicio personal de su obra de arquitectura militar.
Según la "Lettera di Luca Contile", Cataneo hizo un viaje a Pavia, pero por ningún motivo militar según parece por la obra de Luca Contile (literato italiano, autor de "La Pescara, la Cesara Gonzaga y et la Trinozia", Milán, 1550, en 4.º).
Como escritor se destaca por sus obras de fortificación y fue elogiado por el matemático Giovanni Francesco Fiammelli (1565-1613) en su obra "Il principo defeso, nel quale si tratta di fortificaczione, oppugnazione,...", Roma: L. Zanetti, 1604, y mucho por el citado Lanteri, quien lo conoció en Brescia, que lo pone de interlocutor en su obra "Due dialoghi", Venetia: V. Valgrisi, 1557.

## Obra
- De arte bellica, sive,..., 1600.

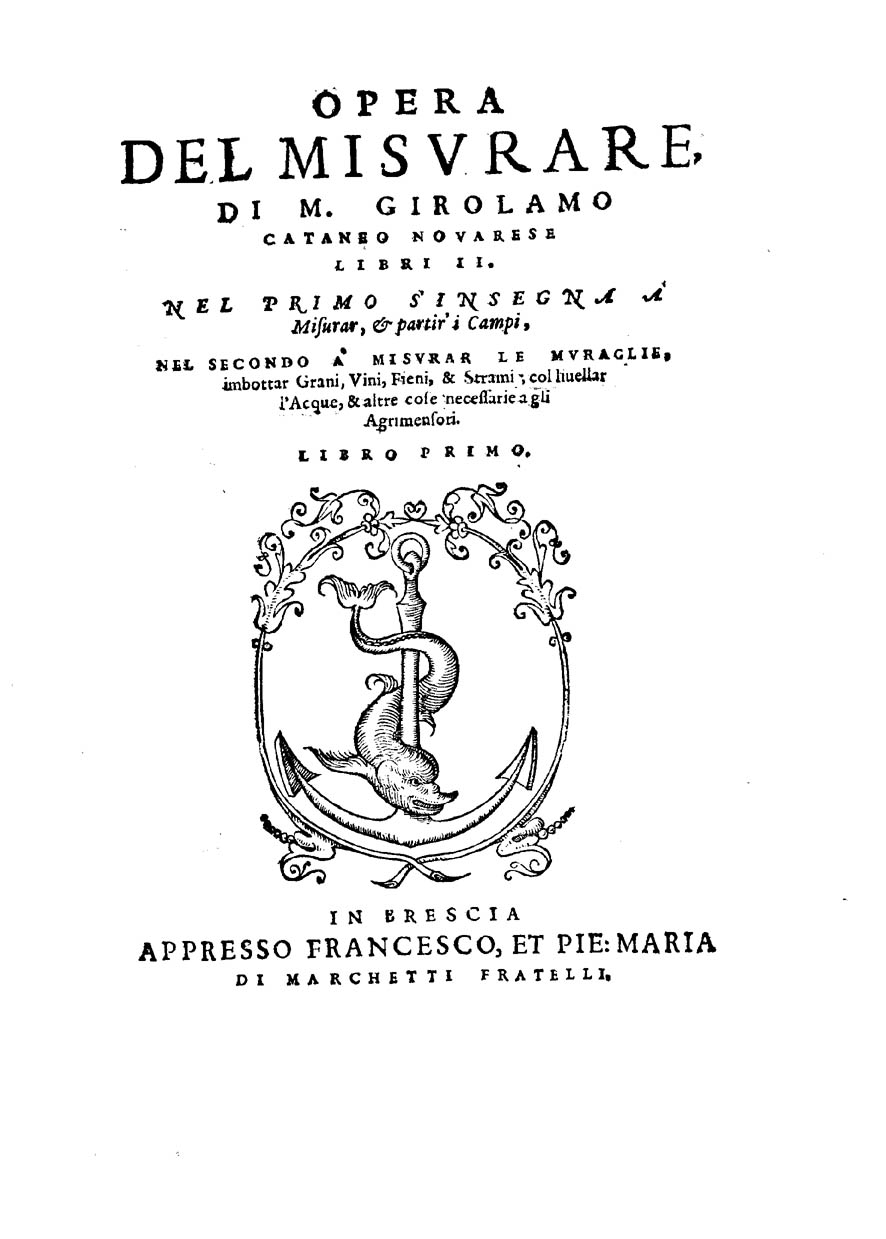
Dell'arte del misurare

- Dell'arte militare..., Brescia, 1584, en 4.º.
- Rote perpetue,.., Brescia, 1582.
- Del misurar la muraglie,..., Brescia, 1572.
- Forme di battaglie, Brescia, 1571.
- Modo de formare con prestezza le moderne battaglie di picche, archibugieri et cavalleria, Brescia, 1571.
- Nuovo rogionomento del fabricare le fortezze,...., Brescia, 1571, en 4.º.
- La capitaine de Jerome Cataneo, contenant la maniere de fortifier places, assaillir et defendre avec l'ordre...,
- Avvertimenti et enamini intorno aquelle cose che richiede a un bombardiero,...., Brescia, 1567, en 4.º.
- Tavole brevissime..., Brescia, 1567, en 4.º.

- Otras

### Biografía complementaria
- Carpeggiani, P.- Sabbioneta, Mantova, 1972.
- Hernándo Sánchez, C.J.- Las fortificaciones de Carlos V, ed. del Umbral, 2000.
- Hughes, Q.- Military architecture, 1975.
- Marino, Angela.- Fortezze d'Europa, Gangemi, 2003.
- Mora Piris, P.- Tratados y tratadistas de fortificación siglos XVI al XVIII
- Schukking, W.H.- Principal works the art of war, S. Stevin, 1964.

- Datos: Q15917030
- Multimedia: Girolamo Cattaneo / Q15917030